# Cartilagovelutina
Cartilagovelutina is een geslacht van weekdieren uit de klasse van de Gastropoda (slakken).

## Soorten
- Cartilagovelutina beringensis (Derjugin, 1950)
- Cartilagovelutina chondrina (Bartsch in Derjugin, 1950)
- Cartilagovelutina cristata (Derjugin, 1950)